# Медаль «На згадку про війну 1877–1878 років»
Медаль «На згадку про російсько-турецьку війну 1877—1878» — державна нагорода Російської імперії для нагородження осіб, які мали стосунок до російсько-турецької війни (1877—1878).

## Основні відомості
Медаль заснована за указом імператора Олександра II 17 (17 (29) квітня 1878 року і мала три різні варіанти — зі срібла, світлої та темної бронзи. Малюнок медалей був затверджений Олександром II 14 (26) вересня 1878 року.

## Порядок вручення
Різними варіантами медалі нагороджувалися різні категорії нагороджуваних.
Нагородження медалями було покладено на керівництво Кавказького військового округу (для військ, що діяли в азійській частині Османської імперії), керівництво корпусів (для військ, що діяли в європейській частині Османської імперії та при охороні узбережжя Чорного моря) та на Морське міністерство (для моряків).

### Срібна медаль
Срібною медаллю нагороджувалися:
- Усі особи, які брали участь в обороні Шипкінського перевалу або тимчасово перебували там за обов'язком служби;
- Усі особи, які обороняли Баязет під час блокади.

З 19 лютого (3 березня) 1881 року срібними медалями також нагороджували учасників облоги Карса, при цьому раніше видані світло-бронзові медалі належало замінити.

### Світло-бронзова медаль
Світло-бронзовою медаллю нагороджувалися:
- Військові всіх звань, що брали участь хоча б в одній з битв проти ворога в ході війни з 1877 по 1878 рік, у тому числі в ході придушення повстань на Північному Кавказі та в ході бойових дій проти десанту черкесів в Абхазії;
- Болгарські ополченці, волонтери, які брали участь у битвах;
- Моряки, що брали участь у боях на Чорному морі та на Дунаї;
- Священики, лікарі, санітари, сестри милосердя, які перебували у військах і наражали своє життя на небезпеку;
- Громадянські та військові чиновники, які перебували у військах і брали участь у бойових діях зі зброєю в руках;
- Особи всіх станів, нагороджені Відзнакою Військового Ордену або медаллю «За хоробрість».

### Темно-бронзова медаль
Темно-бронзовою медаллю нагороджувалися:
- Військові всіх звань, болгарські ополченці, волонтери, моряки, які брали участь у битвах, але перебували під час війни біля Османської імперії, Румунії, у регіонах Росії, що були військовому становищі під час війни;
- Священики, лікарі, санітари, сестри милосердя, що перебували у військах, і не наражалися на небезпеку, а також перебували на території Османської імперії, Румунії, в регіонах Росії, що знаходилися на військовому становищі;
- Цивільні та військові чиновники, які перебували у військах і не брали участь у бойових діях;
- Волонтери, що знаходилися при військах, що діяли проти ворога, і вільнонаймана прислуга;
- Особи всіх станів, які у ході військових дій якісь заслуги.

## Опис медалі
Медалі виготовлені зі срібла, світлої або темної бронзи. Діаметр 27 мм . На лицьовій стороні медалі в центрі зображено православний хрест, оточений сяйвом, який знаходиться над поверженим півмісяцем, разом з яким хрест становить єдину композицію. Уздовж бортика з двох сторін дати: «1877.» та «1878.». Дизайн лицьової сторони близький до такого у медалі «За турецьку війну» 1830 року.
На зворотному боці медалі горизонтально розташований напис у чотири рядки::НЕ НАМЪ,
НЕ НАМЪ,
А ИМЕНИ
ТВОЕМУ.
<meta />
Напис з низу та боків обрамлений двома лавровими гілками, пов'язаними стрічкою. За період з 1878 по 1883 на Санкт-Петербурзькому монетному дворі було викарбувано 83 374 срібних, 635 921 світло-бронзових, 335 424 темно-бронзових медалей. Допускалося виготовлення медалей приватними майстернями, у зв'язку з чим відомі варіанти медалей, які дещо відрізняються за деталями зображення, а також розмірами. Відомі також фрачні варіанти медалі.

### Напис на звороті
Напис на звороті медалей є цитатою з Псалтиря, кафізму 16, Алілуя 113, рядок 9:
«Не нам, Господи, не нам, але імені Твоєму дай славу, про милість Твою та правду Твою».
Це означає дослівно «Не нам, Господи, не нам, але Твоєму імені даруй славу, з милості Твоєї і за істиною Твоєю» (Пс 113:9).

## Порядок носіння
Медаль мала вушко для кріплення до колодки чи стрічки. Носити медаль слід було на грудях. Стрічка медалі — комбінована Андріївсько — Георгіївська. З 13 серпня 1911 року, за указом Миколи II, поранені та контужені в боях отримали можливість носити ці медалі на стрічці з бантом.

## Зображення медалей

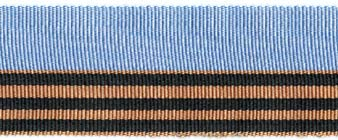
Стрічка